# Jörg Schlick

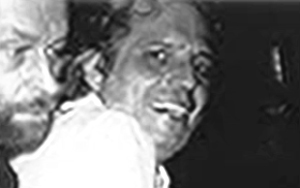
Jörg Schlick
(rechts, mit Martin Kippenberger)

Jörg Schlick (* 23. Juni 1951 in Graz; † 29. Dezember 2005 in Graz) war ein österreichischer Konzeptkünstler, Autor, Maler, Kurator und Musiker.

## Leben
Er war der Herausgeber der Zeitschrift „Sonne Busen Hammer“, des Zentralorgans der Lord Jim Loge. In verschiedenen Kunstprojekten arbeitete er unter anderem mit Günter Brus, Wolfgang Bauer und Martin Kippenberger zusammen. Wiederholt sorgten seine Arbeiten für Diskussionen, so zum Beispiel, als er auf dem Plakat für das Kulturfestival Steirischer Herbst  1996 einen urinierenden Mann zeigte.
2004 wurde er mit dem Würdigungspreis des Landes Steiermark für bildende Kunst ausgezeichnet.
Schlick verstarb 54-jährig.
Seine Arbeiten sind u. a. im Museum of Modern Art (MoMA), New York, in der Neuen Galerie Graz und im Mamco, musée d'art moderne et contemporain, Genf, vertreten.

## Ausstellungen
Das Künstlerhaus, Halle für Kunst & Medien (KM – Graz) widmet ihm vom 27. September bis 22. November 2015 anlässlich seines 10-jährigen Todestages eine erste größere Retrospektive. Es erscheint eine begleitende Publikation mit einem ersten Werkverzeichnis der Arbeiten Jörg Schlicks.